# Monument a la puntaire
El Monument a la puntaire es troba a la plaça de Catalunya d'Arenys de Munt (El Maresme).

## Descripció
Monument al·legòric a les moltes generacions de puntaires de la població que han donat a conèixer el nom d'Arenys arreu, i al seu treball artesanal que durant molts anys fou un motor econòmic per la població.
Està fet a la Xina en vuit peces i unides un cop a lloc. És de marbre pulimentat amb una base ovalada damunt la qual hi ha una puntaire asseguda amb el seu coixí de boixets, fent una mena d'ona que ens podria recordar el destí de moltes d'aquestes puntes a ultramar.
Dimensions de 4 x 3'5 metres.

## Història
Aquest monument és l'assoliment d'una fita perseguida per les puntaires d'Arenys durant molts anys. Per aconseguir-ho van haver de fer una recol·lecta de diners. Van encarregar el treball a Etsuro Sotoo, que va viure durant set anys a Arenys i és l'escultor, juntament amb Subirats, de la Sagrada Família.
El cost fou de 60.000 euros.